# Zhang Yiming
Zhang Yiming (en chino 張一鳴 / 张一鸣, Pinyin Zhāng Yīmíng; Longyan, Fujian, China; 1983) es un empresario chino de internet. Fundó ByteDance en 2012 y desarrolló el agregador de noticias Toutiao y la plataforma para compartir videos TikTok (Douyin). A partir de 2019, con más de mil millones de usuarios mensuales, ByteDance está valorado en US $ 75 mil millones, lo que lo convierte en la startup más valiosa del mundo. La riqueza personal de Zhang se estima en $ 22,6 mil millones, lo que lo convierte en la novena persona más rica de China.

## Biografía
Zhang nació en abril de 1983. En 2001, se matriculó en la Universidad de Nankai en Tianjin, donde se especializó en microelectrónica antes de cambiar a ingeniería de software, y se graduó en 2005, conoció a su esposa en la universidad.
En febrero de 2006, Zhang se convirtió en el quinto empleado y el primer ingeniero en el sitio web de viajes Kuxun (酷 讯), y fue ascendido a director técnico un año después.
En 2008, Zhang dejó Kuxun para trabajar para Microsoft, pero se sintió ahogado por las reglas corporativas de la compañía. Pronto dejó Microsoft para unirse a la startup Fanfou (饭 否), que finalmente fracasó. En 2009, cuando Kuxun estaba a punto de ser adquirido por Expedia, Zhang se hizo cargo del negocio de búsqueda de bienes raíces de Kuxun y comenzó 99fang.com (九九 房), su primera compañía.

## ByteDance
En 2011, Zhang notó la migración de usuarios de computadoras a teléfonos inteligentes. Contrató a un gerente profesional para asumir el cargo de CEO de 99fang, y renunció a la compañía para iniciar ByteDance en 2012.

## Tik Tok
TikTok, una red social china de videos cortos, es la contraparte internacional de Douyin, lanzada en 2016. La plataforma permite la creación de videos de 1 segundo a 10 minutos en géneros como danza, comedia y educación, reproduciéndose en bucle. TikTok se lanzó globalmente en 2018 tras fusionarse con Musical.ly.
Aunque TikTok y Douyin comparten una interfaz similar, no pueden acceder al contenido del otro, y cada uno opera en servidores distintos según su mercado. Douyin ofrece funciones adicionales como búsqueda por rostro y opciones de compra. Desde su lanzamiento, TikTok ha ganado popularidad en diversas regiones, superando los 2 mil millones de descargas en 2020.
Vanessa Pappas fue CEO hasta su dimisión en junio de 2023, habiendo sido precedida por Kevin A. Mayer. La plataforma enfrentó amenazas de prohibición en EE. UU. por parte de Donald Trump en 2020, así como restricciones en India y Pakistán por contenido considerado inapropiado.
TikTok Ltd, constituida en las Islas Caimán, tiene sedes en Singapur y Los Ángeles, y opera en varios países. Su empresa matriz, ByteDance, está basada en Beijing y es propiedad de inversores chinos y globales. A pesar de su conexión con China, TikTok afirma que su CEO en EE. UU. toma decisiones clave desde 2020.
Zhang pensó que los usuarios chinos de teléfonos inteligentes estaban luchando por encontrar información en las aplicaciones móviles disponibles en 2012 y el gigante de las búsquedas Baidu estaba mezclando los resultados de búsqueda con publicidad no revelada. Su visión era enviar contenido relevante a los usuarios utilizando recomendaciones generadas por inteligencia artificial. Esta visión, sin embargo, no fue compartida por la mayoría de los capitalistas de riesgo, y no pudo asegurar la financiación hasta que Susquehanna International Group acordó invertir en la startup. En agosto de 2012, ByteDance lanzó la aplicación de noticias Toutiao y en dos años atrajo a más de 13 millones de usuarios diarios. Sequoia Capital, que rechazó a Zhang por primera vez, dio la vuelta y lideró una inversión de US $ 100 millones en la compañía en 2014.
En septiembre de 2015, ByteDance lanzó su aplicación para compartir videos TikTok (conocida como Douyin en China) con poca fanfarria. El producto fue un éxito instantáneo entre los millennials y se hizo popular en todo el mundo. ByteDance compró Musical.ly un año después por US $ 800 millones y lo integró en TikTok.
La primera aplicación de ByteDance, Neihan Duanzi fue cerrada en 2018 por la Administración Nacional de Radio y Televisión. En respuesta, Zhang emitió una disculpa declarando que la aplicación era "inconmensurable con los valores centrales socialistas", que tenía una implementación "débil" del pensamiento Xi Jinping, y prometió que ByteDance "profundizaría aún más la cooperación" con el gobernante Partido Comunista Chino para promover mejor sus políticas.
A finales de 2018, con más de mil millones de usuarios mensuales en sus aplicaciones móviles, ByteDance tiene un valor de US $ 75 mil millones, superando a Uber para convertirse en la startup más valiosa del mundo. La riqueza personal de Zhang se estima en $ 13 mil millones, lo que lo convierte en la novena persona más rica de China.
En raras ocasiones, Zhang Yiming fue en buscas protección o no contar con fondos para las empresas de nueva creación Alibaba, Tencent o Baidu. Por el contrario, se considera que Bytedance tiene una fuerte relación competitiva con los dos gigantes, porque los fondos de Bytedance provienen principalmente de los ingresos publicitarios de Douyin y Toutiao.
Además, en comparación con Alibaba, Baidu y Tencent, la propuesta de Yiming para atraer al público joven en el extranjero se ha vuelto más exitoso. ByteDance es favorecido por los usuarios en los Estados Unidos, el sudeste de Asia, Japón y otros lugares y es considerado el caso más exitoso de China en el extranjero entre las compañías tecnológicas chinas. ByteDance también es la única compañía de tecnología con más de 100 millones de usuarios en China y países occidentales. La revista The Economist considera que es el primer gigante tecnológico internacional que emerge de China. En los Estados Unidos, TikTok es considerado un competidor de compañías como YouTube e Instagram.
En septiembre de 2020, el Departamento de Justicia de los Estados Unidos se refirió a Zhang como un "portavoz" del Partido Comunista Chino en un expediente legal. 
En mayo de 2021, dijo que dejará el cargo de director ejecutivo y será sucedido por Rubo Liang.

## Honores y reconocimientos
Zhang fue nombrado en la lista 2013 China 30 Under 30 por Forbes. En 2018, fue incluido en la lista 40 Under 40 de la revista Fortune.